# Acrodactyla jubata
Acrodactyla jubata là một loài tò vò trong họ Ichneumonidae.